# Karl Büchting
Karl Büchting (* 3. August 1887 in Magdeburg; † 29. August 1982 in Einbeck) war ein deutscher Unternehmer.

## Leben und Tätigkeit
Büchting war ein Sohn des Kommerzienrates Carl Büchting. Nach dem frühen Tod seines Vaters übernahm er 1907 die väterliche Großhandelsfirma in Magdeburg.
1913 heiratete Büchting Annemarie Giesecke, eine Tochter von Ernst Giesecke. Er lebte im Magdeburger Stadtteil Werder in der Markgrafenstraße 6. Von seinem Schwiegervater wurde er 1918 nach Klein Wanzleben in dessen in der Zuckerindustrie/Saatzucht tätiges Familienunternehmen geholt. Als stellvertretender Direktor mit aller Handlungsvollmacht übernahm Büchting zunächst die Leitung der neu gegründeten Kartoffelzüchtung in Berlin. Später war er für das ausländische Zuckerrübensamengeschäft des Familienunternehmens zuständig, das nach den USA, Russland und in die Türkei reichte.
Nach dem Tod von Ernst Giesecke im Jahr 1930 wurde Büchting als dessen Nachfolger ordentliches Vorstandsmitglied. Er gehörte von 1930 bis 1952 dem Vorstand der „Zuckerfabrik Klein Wanzleben vorm. Rabbethge & Giesecke AG“ als Mitglied an. Von 1952 bis 1972 war außerdem Mitglied des Aufsichtsrates (zuletzt von 1966 an als Aufsichtsratsvorsitzender) dieses Unternehmens. Von 1972 bis 1982 hatte er schließlich noch die Stellung des Ehrenvorsitzenden des Aufsichtsrates inne.
Unter Büchtings Ägide expandierten die drei Geschäftsbereiche des Unternehmens (Zuckerfabrik, Landwirtschaft und Zuckerrübensamengeschäft) in den 1930er Jahren stark. Politisch arrangierte er sich nach 1933 mit dem neuen NS-System: Er trat zum 1. August 1935 der NSDAP bei (Mitgliedsnummer 3.682.578) und fungierte als ehrenamtlicher Wirtschaftsberater der Partei im Kreis Magdeburg. Außerdem engagierte er sich im Reichsverband der Pflanzenzucht, der Nachfolgeorganisation der Gesellschaft zur Förderung deutscher Pflanzenzucht, in der er seit den 1920er Jahren aktiv war, sowie in anderen Organisationen der Zuckerindustrie. Auch dem elitären Deutschen Herrenklub in Berlin gehörte er an.
Nach dem Zweiten Weltkrieg baute Büchting das Zuckerunternehmen Giesecke/Büchting mit seinem Sohn Carl-Ernst Büchting in Einbeck wieder auf.
Büchtings ehemaliges Berliner Wohnhaus im Grunewald in der Wallotstraße 19 wird heute vom Wissenschaftskolleg als Hauptsitz genutzt.
Der Familienbiograf Hermann Becker porträtierte Büchting folgendermaßen:
„Er ist ein tüchtiger, zielbewusster Kaufmann, der durch sein ruhiges und zuvorkommendes Wesen in den Kreisen der ausgedehnten Kundschaft sowie aller Mitarbeiter hoch geachtet ist. Sein Fleiß und sein Streben gelten einzig und allein dem ihm unterstellten Geschäft. Büchting beherrschte die einschlägigen fremden Sprachen und ist im Ausland kein Fremder mehr.“